# 青山学院大学陸上競技部
青山学院大学陸上競技部（あおやまがくいんだいがくりくじょうきょうぎぶ）は、青山学院大学の陸上競技チームである。青山学院大学体育連合会並びに関東学生陸上競技連盟に所属する。1918年創部。活動拠点は主に神奈川県相模原市に構えている。

## 長距離ブロック男子

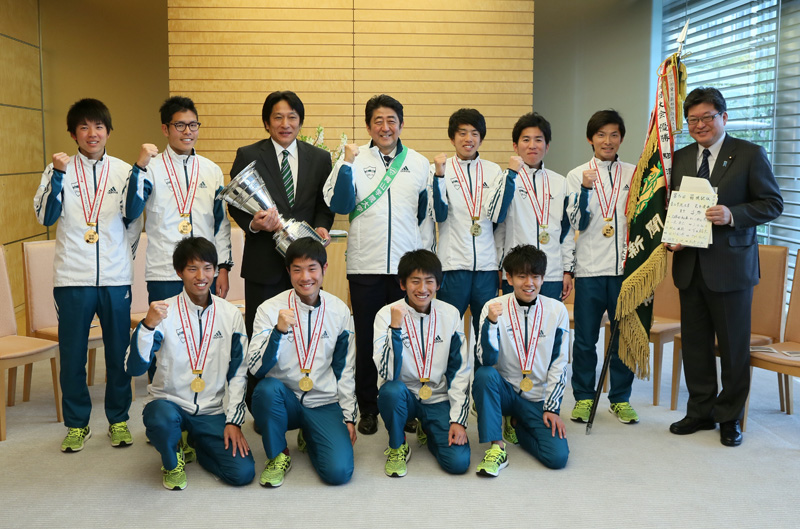
2016年2月、首相官邸で安倍晋三を表敬した第92回箱根駅伝出場メンバーと原晋

長距離ブロック・男子の部は、1943年の靖国神社・箱根神社間往復関東学徒鍛錬継走大会で東京箱根間往復大学駅伝競走（箱根駅伝）に初出場。その22年後の1965年の第41回箱根駅伝に再び出場を果たし、以降12年連続出場・シード権獲得を2回達成している。しかし、アンカー4年の杉崎孝がゴール150m手前で脱水症状のため転倒、意識を失って途中棄権をした1976年の第52回箱根駅伝を最後に箱根路から遠ざかる。
2004年、かつて中国電力所属の元陸上選手で、陸上部を退部後は当社の営業マンを務めていた原晋を招聘。5年後の第85回箱根駅伝（2009年）記念大会において、当時史上最大のブランクとなる33年ぶりに同陸上部の出場を果たしたが、総合22位だった。
2009年の第41回全日本大学駅伝対校選手権大会（全日本大学駅伝）に初出場・15位。翌年の第86回箱根駅伝（2010年）大会では総合8位に躍進し、41年ぶりのシード権を獲得。
2010年、第22回出雲全日本大学選抜駅伝競走（出雲駅伝）に初出場・11位。第87回箱根駅伝（2011年）は、10区・アンカーにおいて他3校（日本体育大学・國學院大學・城西大学）とゴール寸前迄壮絶なシード権争いのデッドヒートを展開し、総合9位と2年連続してシード権獲得。
2011年、2年連続2回目出場の第23回出雲駅伝で10位。2年ぶり2回目出場の第43回全日本大学駅伝は9位。第88回箱根駅伝（2012年）は往路・復路共に7位ながら、青山学院大学としては当時史上最高位の総合5位に食い込んだ。
2012年、3年連続3回目の第24回出雲駅伝で「大学三大駅伝」初優勝を達成。だが、第89回箱根駅伝（2013年）では総合8位に終わった。
2013年からアディダスとのパートナーシップ契約を結んだ。
2013年、第25回出雲駅伝は5位、第45回全日本大学駅伝は6位。第90回箱根駅伝（2014年）でも最高位タイの総合5位に留まった。
2014年、第26回出雲駅伝は台風19号の上陸に伴い、同大会初の開催中止。第46回全日本大学駅伝は3位。第91回箱根駅伝（2015年）では、ついに青山学院大学としても史上初となる悲願の総合初優勝を成し遂げた。
2015年、第27回出雲駅伝で3年ぶり2回目の優勝。第47回全日本大学駅伝で2位。第92回箱根駅伝（2016年）で2年連続の総合優勝を果たした。全区間を首位で通過する完全優勝は、1977年の第53回箱根駅伝の日本体育大学以来、39年ぶりのことである。
2016年、第28回出雲駅伝で2年連続3回目の優勝を皮切りに、第48回全日本大学駅伝でも初優勝。第93回箱根駅伝（2017年）で完全総合優勝による3連覇と「大学駅伝三冠」を初めて達成した。
2017年、第29回出雲駅伝で2位。第49回全日本大学駅伝で3位。第94回箱根駅伝（2018年）において、往路は東洋大学に36秒差で先を越されたが、翌日の復路では圧倒して史上6校目となる4連覇を果たした。
2018年、第30回出雲駅伝で2年ぶり4回目の優勝、第50回全日本大学駅伝も2年ぶり2回目の優勝を達成。第95回箱根駅伝（2019年）で2年ぶり2回目の「大学駅伝三冠」と、及び史上3校目となる5連覇を狙ったが、往路6位の出遅れが響いて総合では2位に留まった（但し5年連続での復路優勝を果たす。総合優勝は東海大学）。
2019年4月、原晋が青山学院大学・地球社会共生学部の教授職に就任。第31回出雲駅伝で5位。第51回全日本大学駅伝は2位。第96回箱根駅伝（2020年）において、2年ぶり5回目の総合優勝に返り咲いた。
2020年4月、長距離ブロック男子新コーチに加藤学園高等学校・元監督の勝亦祐一が就任。第32回出雲駅伝は新型コロナウイルス感染拡大による影響で、6年ぶり2度目の同大会中止。第52回全日本大学駅伝で4位。第97回箱根駅伝（2021年）では序盤の出遅れなどが響き、往路優勝校の創価大学から7分35秒差の12位と大きく後手に回って総合4位に終わり、2013年度以来7年ぶりに「大学三大駅伝」の制覇を逃した（復路は2年ぶり6回目の優勝。総合優勝は駒澤大学、往路優勝の創価大学は総合2位）。
2021年、第33回出雲駅伝で2位、第53回全日本大学駅伝も2位。第98回箱根駅伝（2022年）において、2年ぶり6回目の総合優勝（往・復路共に完全首位）と、及び10時間43分42秒の大会新記録をマークした。
2022年10月、原晋が「相模原スポーツ宣伝大臣」へ任命。第34回出雲駅伝で4位、第54回全日本大学駅伝は3位。第99回箱根駅伝（2023年）は往路優勝の駒澤大学と2分3秒差の往路3位だったが、復路は6区山下りでの大ブレーキが影響し、駒澤大学と中央大学から大幅に引き離されてしまい、総合3位に甘んじる（復路9位、総合優勝と復路優勝も共に駒澤大学）。青山学院大学は2014年・第90回箱根駅伝以来9年ぶりに、総合・往路・復路の全てで首位成らずの無冠に終わった。
2023年6月、原晋が熊本県球磨郡水上村のアドバイザーに就任。第35回出雲駅伝で4位、第55回全日本大学駅伝は2位。第100回箱根駅伝（2024年）において、3区で駒澤大学を逆転し往路優勝を果たした。翌日の復路では2位駒澤大学との差を広げ、2年ぶり7回目の総合優勝を果たした。また復路優勝を果たし、5度目の完全優勝を達成した。
2024年、第36回出雲駅伝で3位、第56回全日本大学駅伝も3位。第101回箱根駅伝（2025年）において、10時間41分19秒の大会新記録で、2年連続8回目の総合優勝を果たした。

### 原晋のスカウト・指導方法、タレント・評論家として多数のメディア出演、講演会講師活動など

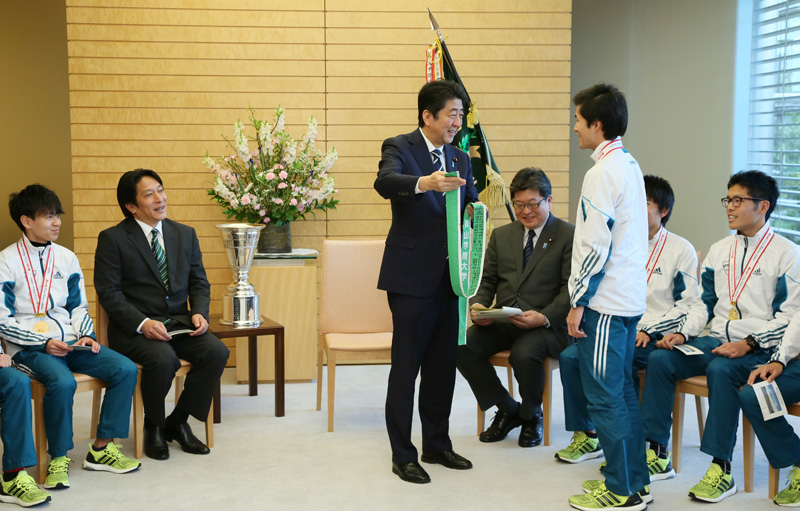
原晋と箱根駅伝優勝メンバーが首相官邸で安倍晋三を表敬訪問（2016年2月）

原晋・長距離ブロック男子監督は、有望な男子高校生をスカウトする際に「私は必ず男前を獲るんです。但しイケメンと言っても、ジャニーズ系ではなく表現力が豊富でいつも輝いて、自信満々の顔付きな男子生徒達を入部させるのです」と周囲を驚嘆させながらも、原自ら笑いつつコメントしている
。
その原晋の独特な指導方法の詳細として、NHKテレビでのインタビュー番組によると、徹底した対話重視や、生徒自身からの自律・自主性を重んじるルール作りを特徴とする。監督の立場からの高圧的な指示を一切せず、生徒達の自律的な相互対話の中から、前向きの動きが出てくることを大事にしている。その上で原は「監督が毎日居なくても一々指示を出さなくても、部員達がそれぞれがやるべきことを考えて、実行できるチームだから強くなるのです。つまり『指示待ち集団』ではなく、『部員自らで考える集団』。そういう意味でも私の定位置は、やはりチームから離れた場所で全体を見ていないと、監督の仕事が出来ないというのがモットーです」などと説明。
さらに原曰く、生徒の長所を伸ばす為には選手をとにかく褒める事と、原自ら少年時代に日本の教育へ疑問を感じたのも切っ掛けで、「私の考えは、強みをどう活かしていくかという視点で、強み＝褒めてあげる事は大切だと思います。最近の学生は都合が良いから、そういう選手に『見てるよ』っていう雰囲気を出して、通りすがりに『頑張ってるな』と声を掛けます。その時は“ロー”な言葉で、低音でさり気なく。まぁ“ツンデレ手法”ですね」「私自身もですが、人格迄否定されるとテンションも上がりませんよね。『どうせなら楽しくやった方が良い』っていうのが私の発想なんです。正しく伝えて褒める所は全力で、そういう世界を作らないとイカンと思います」等と語っている。
然しながらその反面、大学入学時から全く結果が出ない選手に対しては二軍の寮へ降任、原監督からの指導を一切受けさせない。その上で2軍選手の芽が出なさそうと感じたり、毎日の生活習慣が乱れていたり、怪我・体調不良の治癒が見込めない等と判断すれば、監督自ら強制的に選手達へマネージャーの転向か、或いは陸上部からの即退部を厳命するなど、非常にシビアな部分も併せ持っている。
第91回箱根駅伝・総合初優勝以降の原はタレント業も積極的に行い、テレビ・ラジオを始めとするマスメディア関連の出演が急激に増加中。TBSテレビ系のスポーツ・バラエティ番組『消えた天才』（2019年8月25日限りで不祥事発覚の為打ち切り）へはかつて準レギュラーとしての登場や、2017年10月期のTBS系連続ドラマ『陸王』では、陸上競技総監修の任務と及び本人役での出演に留まらず、またTBS系期首特別番組『オールスター感謝祭』では、2015年秋から現在までほぼ毎回「赤坂5丁目ミニマラソン」の実況解説者を務めたり、TBS系『炎の体育会TV』、日本テレビ系『踊る!さんま御殿!!』、フジテレビ系『VS嵐』などにも時折ゲスト出演している。ほか、『月刊ハラスポ』（2021年4月～2022年3月の月1回放映・中京テレビ、中京圏内ローカル番組）では1年の間、当番組の司会進行役を担当していた。
かつて朝のワイドショー番組『ビビット』（TBSテレビ系・2019年9月27日限りで番組終了）には、2018年4月から2019年9月まで1年半に毎週水曜日のレギュラーで生出演した。他にも『真相報道 バンキシャ!』（日本テレビ系）、『ひるおび!』（TBS系）、『情報ライブ ミヤネ屋』（読売テレビ系）、『Live News イット!』（フジテレビ系列）などの情報番組へ、コメンテーター・評論家として不定期に登場中である。そして、日本のマラソン国際大会（福岡国際マラソン・別府大分毎日マラソン等）での実況解説者も任務するなど、原独自による陸上競技・長距離走界の活性化を目指している。
更には日本全国各地へおいて、講演会講師の活動をほぼ毎週行っており、加えて2018年度の中学校向けの道徳の教科書には箱根連覇の話題が採用され、選手達の日々の生活を通じてライフスタイルを考えさせる教材としても使われている。

### 大学駅伝成績
（太字は総合優勝達成・及び大作戦名、取り消し線は開催中止の駅伝大会）
| 年度     | 主将       | 出雲駅伝                                    | 全日本大学駅伝                          | 箱根駅伝                                    |
| -------- | ---------- | ------------------------------------------- | --------------------------------------- | ------------------------------------------- |
| 2004年度 | 佐藤良仁   | 第16回 不出場                               | 第36回 不出場                           | 第81回 不出場（予選会16位）                 |
| 2005年度 | 大中健嗣   | 第17回 不出場                               | 第37回 不出場                           | 第82回 不出場（予選会13位）                 |
| 2006年度 | 古矢真志   | 第18回 不出場                               | 第38回 不出場                           | 第83回 不出場（予選会16位）                 |
| 2007年度 | 檜山雄一郎 | 第19回 不出場                               | 第39回 不出場                           | 第84回 不出場（予選会10位）                 |
| 2008年度 | 先崎祐也   | 第20回 不出場                               | 第40回 不出場                           | 第85回 総合22位（予選会13位）               |
| 2009年度 | 荒井輔     | 第21回 不出場                               | 第41回 15位                             | 第86回 総合8位（予選会8位）                 |
| 2010年度 | 小林駿祐   | 第22回 11位                                 | 第42回 不出場                           | 第87回 総合9位                              |
| 2011年度 | 川村駿吾   | 第23回 10位                                 | 第43回 9位                              | 第88回 総合5位                              |
| 2012年度 | 出岐雄大   | 第24回 優勝                                 | 第44回 不出場                           | 第89回 総合8位 「マジンガーZ大作戦」        |
| 2013年度 | 井上尚樹   | 第25回 5位                                  | 第45回 6位                              | 第90回 総合5位 「S大作戦」                  |
| 2014年度 | 藤川拓也   | 第26回 （台風19号接近による悪天候で中止）   | 第46回 3位                              | 第91回 総合優勝 「ワクワク大作戦」          |
| 2015年度 | 神野大地   | 第27回 優勝 「青トレ大作戦」                | 第47回 2位 「あっぱれ大爆走大作戦」     | 第92回 総合優勝 「ハッピー大作戦」          |
| 2016年度 | 安藤悠哉   | 第28回 優勝 「神ってるぞ 青山大作戦」       | 第48回 優勝 「エビフライ大作戦」        | 第93回 総合優勝 「サンキュー大作戦」        |
| 2017年度 | 吉永竜聖   | 第29回 2位 「陸王大作戦」                   | 第49回 3位 「青山祭大作戦」             | 第94回 総合優勝 「ハーモニー大作戦」        |
| 2018年度 | 森田歩希   | 第30回 優勝 「ヨロシク大作戦」              | 第50回 優勝 「メラメラ大作戦」          | 第95回 総合2位 「ゴーゴー大作戦」           |
| 2019年度 | 鈴木塁人   | 第31回 5位 「出てこい! 駅伝男大作戦」       | 第51回 2位 「私、失敗しないんで大作戦」 | 第96回 総合優勝 「やっぱり大作戦」          |
| 2020年度 | 神林勇太   | 第32回 （新型コロナウイルス感染拡大で中止） | 第52回 4位 「コロナに負けるな!大作戦」  | 第97回 総合4位 「絆大作戦」                 |
| 2021年度 | 飯田貴之   | 第33回 2位 「結（むすび）大作戦」           | 第53回 2位 「男前大作戦」               | 第98回 総合優勝 「パワフル大作戦」          |
| 2022年度 | 宮坂大器   | 第34回 4位 「パチパチ大作戦」               | 第54回 3位 「プライド大作戦」           | 第99回 総合3位 「ピース大作戦」             |
| 2023年度 | 志貴勇斗   | 第35回 4位 「イット！大作戦」               | 第55回 2位 「名古屋大作戦」             | 第100回 総合優勝 「負けてたまるか！大作戦」 |
| 2024年度 | 田中悠登   | 第36回 3位 「かっ飛ばせ大作戦」             | 第56回 3位 「イーゴ大作戦」             | 第101回 総合優勝 「あいたいね大作戦」       |
| 2025年度 | 黒田朝日   | 第37回                                      | 第57回                                  | 第102回                                     |

## 短距離ブロック女子
2013年、第82回日本インカレの4×400mリレー（マイル）で初優勝を果たす。翌2014年、第83回同大会の4×100mリレー（4継）で初優勝を果たし、リレーメンバーの藤森安奈（2年）は100mでも初優勝を遂げ2冠を達成した。続く第98回日本選手権リレー競技の同4×100mリレーでは2位であった。
2020年、第89回日本インカレの4×400mリレーで2回目の優勝。続く第104回日本選手権リレー競技の同4×400mリレーでは3位であった。翌2021年、石川優（1年）が東京オリンピック4×100mリレーの代表に内定した。
2024年、石川優（4年）を中心に臨んだ第108回日本選手権リレー競技の4×100mリレーで、福岡大や2連覇中であった甲南大、立命館大などを振り切り44秒78のタイムで初優勝を飾った。
関東インカレでは、例年中央大、日本体育大、早稲田大、日女体大などが強豪ライバル関係にある。

## 主な関係者

### 指導者
- 原晋 - 男子長距離ブロック監督・元陸上競技選手

### 寮母
- 原美穂 - 男子長距離ブロック・町田寮担当（原晋の妻）

### 男子部員
- 江本三千年 ‐ 元陸上競技選手。元新日本放送・日本テレビアナウンサー。
- 岩崎憲三 ‐ 元陸上競技選手。
- 岩崎省三 ‐ 元陸上競技選手。
- 太田徹 - 元陸上競技選手。
- 杉崎孝 ‐ 元陸上競技選手。
- 佐藤良仁 - 2004年度主将。
- 仲村一孝
- 大中健嗣 - 2005年度主将。
- 古矢真志 - 2006年度主将。
- 檜山雄一郎 ‐ 陸上競技選手。
- 横田竜一
- 宇野純也
- 先崎祐也 ‐ 2008年度主将。
- 岡崎隼也
- 佐々木徹也
- 米澤豪
- 米澤類 ‐ 元陸上競技選手、敦賀気比高校陸上競技部中長距離ブロック監督。米澤豪の弟。
- 荒井輔 - 2009年度主将。
- 辻本啓吏
- 小川恭正
- 小林剛寛
- 出岐雄大 - 元陸上競技・マラソン選手・2012年度主将。元中国電力所属。
- 小嶺篤志
- 横山拓也
- 川村駿吾
- 藤川拓也 - 陸上競技・マラソン選手・2014年度主将。中国電力所属。
- 髙木聖也
- 高橋宗司 - 元陸上競技選手。
- 神野大地 - 陸上競技・マラソン選手・2015年度主将・元箱根駅伝5区区間記録保持者（3代目山の神と称された）。元コニカミノルタ所属→元プロランナー→プレイングマネージャー。
- 小椋裕介 - 陸上競技・マラソン選手。ヤクルト所属・元男子ハーフマラソン日本記録保持者。
- 久保田和真 - 元陸上競技選手、元九電工所属。
- 橋本崚 - 陸上競技・マラソン選手。元GMOアスリーツ→中央発條所属。
- 安藤悠哉 ｰ 元陸上競技選手・2016年度主将。出雲駅伝5区区間記録保持者。
- 秋山雄飛 ｰ 陸上競技選手。元中国電力所属。
- 一色恭志 - 陸上競技・マラソン選手。元GMOアスリーツ→NTT西日本所属。
- 下田裕太 - 元陸上競技・マラソン選手・2017年度副主将。10代フルマラソン日本記録保持者。GMOアスリーツ所属。
- 田村和希 ｰ 陸上競技選手・元箱根駅伝4区区間記録保持者。住友電工所属。
- 中村祐紀 ｰ 元陸上競技・マラソン選手。住友電工所属。
- 吉永竜聖 - 元陸上競技選手・2017年度主将。
- 森田歩希 ｰ 元陸上競技選手・2018年度主将・元箱根駅伝3区区間記録保持者。GMOアスリーツ所属。
- 小野田勇次 ｰ 陸上競技選手・元箱根駅伝6区区間記録保持者。中央発條所属。
- 梶谷瑠哉 - 陸上競技選手。SUBARU所属。
- 橋詰大慧 - 元陸上競技選手。元SGホールディングス所属。
- 林奎介 - 陸上競技選手・元箱根駅伝7区区間記録保持者。GMOアスリーツ所属。
- 鈴木塁人 - 陸上競技選手・2019年度主将。GMOアスリーツ所属。
- 吉田祐也 - 陸上競技・マラソン選手・2019年度副主将。元箱根駅伝4区区間記録保持者。GMOアスリーツ所属。
- 中村友哉 - 陸上競技選手。大阪ガス所属。中村祐紀の弟。
- 竹石尚人 - 元陸上競技選手（1年留年後に卒業）。静岡朝日テレビ職員。
- 岩見秀哉 - 陸上競技選手。住友電工所属。
- 𠮷田圭太 - 陸上競技選手。GMOアスリーツ所属。
- 神林勇太 - 元陸上競技選手・2020年度主将。出雲駅伝4区区間記録保持者。
- 飯田貴之 - 陸上競技・マラソン選手・2021年度主将。富士通所属。
- 石鍋颯一 ‐ 陸上競技選手。
- 髙橋勇輝 ‐ 元陸上競技選手。
- 湯原慶吾 ‐ 陸上競技選手。小森コーポレーション所属。
- 岸本大紀 - 陸上競技選手・箱根駅伝2区日本人選手1年生歴代最速記録保持者。GMOアスリーツ所属。
- 近藤幸太郎 - 陸上競技選手。SGホールディングス所属。
- 中倉啓敦 - 元陸上競技選手。箱根駅伝10区区間記録保持者。
- 中村唯翔 - 陸上競技選手・箱根駅伝9区区間記録保持者。SGホールディングス所属。
- 宮坂大器 - 陸上競技選手・2022年度主将。ヤクルト所属。
- 横田俊吾 - 陸上競技・マラソン選手・元日本学生マラソン記録保持者。JR東日本所属。
- 佐藤一世 - 陸上競技選手、SGホールディングス所属。
- 佐々木塁 ‐ 元陸上競技選手。野球選手・佐々木朗希の幼馴染。
- 志貴勇斗 - 陸上競技選手・2023年度主将。ヤクルト所属。
- 鈴木竜太朗 ‐ 元陸上競技選手。
- 倉本玄太 ‐ 陸上競技選手。中電工所属。
- 山内健登 ‐ 陸上競技選手。九電工所属。
- 田中悠登 - 元陸上競技選手・2024年度主将。福井放送職員。
- 太田蒼生 - 陸上競技選手。 箱根駅伝3,4区日本人選手歴代最速記録保持者 GMOアスリーツ所属。
- 白石光星 ‐ 陸上競技選手。
- 鶴川正也 ‐ 陸上競技選手。GMOアスリーツ所属。
- 若林宏樹 - 元陸上競技選手。箱根駅伝5区区間記録保持者。元日本学生マラソン記録保持者。
- 野村昭夢 ‐ 陸上競技選手。箱根駅伝6区区間記録保持者。
- 横田知己 - 元陸上競技選手、ゴルフ選手。ゴルフ選手・横田真一、タレント・穴井夕子の息子。女優・横田真子の兄。
- 黒田朝日 - 陸上競技選手・2025年度主将。日本学生マラソン記録保持者。
- 塩出翔太 - 陸上競技選手・在学中。
- 皆渡星七 ‐ 元陸上競技選手。3年在学中の2025年2月19日、悪性リンパ腫により21歳で死去。
- 飯田翔大 ‐ 陸上競技選手・在学中。
- 遠藤大成 ‐ 陸上競技選手・在学中。
- 小河原陽流 - 陸上競技選手・在学中。
- 折田壮太 - 陸上競技選手・在学中。
- 佐藤愛斗 - 陸上競技選手・在学中。
- 黒田然 ‐ 陸上競技選手・在学中。黒田朝日の弟。
- 徳本陽 ‐ 陸上競技選手・在学中。芝浦工業大学陸上競技部駅伝監督・徳本一善の息子。
- 若林良樹 ‐ 陸上競技選手・在学中。若林宏樹の弟。

### 女子部員
- 城下麗奈 - 元陸上100mハードル走選手。
- 藤森安奈 - 陸上100m・200m走選手・仁川アジア大会日本代表。
- 石川優 - 陸上100m走選手、在学中。